# جامعة العلوم التطبيقية في رافنسبورغ-فاينغارتن
جامعة العلوم التطبيقية في رافنسبورغ-فاينغارتن (بالإنجليزية: University of Applied Sciences Ravensburg-Weingarten)‏ هي جامعة عامة في ألمانيا، أُسِّسَت عام 1962.

## إحصائيات
يبلغ عدد طلاب الجامعة 2,900 طالب.

## وصلات خارجية
- الموقع الإلكتروني]